# Брама Карменти
Брама Карменти (лат. Porta Carmentalis) — міська брама Стародавнього Риму в Сервієвому мурі, що слугувала основним входом до Марсового поля.

## Історія
Брама у південно-східній частині Капітолія була названа так за розташованим поруч вівтарем Карменти — богині передбачень і народження. Вона була розташована між Forum Boarium та Forum Holitorium — нині це перетин сучасних римських вулиць Via della Consolazione і Via della Bocca della Verità.
Брама мала два проходи, один із яких називався porta Scelerata — «злочинна брама», оскільки Фабії проникли через них на етруську територію у 306 до н. е. Люди через неї намагалися не проходити, оскільки вважалося, що це приносить нещастя.